# Мансала, Арто
А́рто О́лави Ма́нсала (фин. Arto Olavi Mansala; род. 7 ноября 1941, Куопио) — финский дипломат, в ранге Чрезвычайного и полномочного посла.

## Биография
Родился 7 ноября 1941 года в Куопио. В 1965 году окончил Хельсинкский университет и получил степень магистра общественных наук.
Поступил на дипломатическую службу в Министерство иностранных дел Финляндии. С 1979 года возглавлял отдел России и Восточной Европы в МИД Финляндии.
С 1980 года работал заместителем Посла Финляндии в Стокгольме. Во время своей работы в Стокгольме Мансала в 1980/81 учебном году был стипендиатом Центра международных отношений Гарвардского университета. Его диссертация «Безопасность и идеология в финляндско-советских отношениях» (Security and Ideology in Finnish-Soviet relations, 1981) была посвящена финляндско-советским отношениям.
В 1983 году был назначен главой отдела Западной Европы в МИД Финляндии.
С 1985 года Мансала был Послом Финляндии в Венгрии.
В 1989 году он был назначен Послом в Китае и Послом в КНДР (по совместительству).
В 1993 году назначен послом Финляндии в России.
С 1996 по 2001 год был Послом Финляндии в Германии.
С сентября 2003 года Мансала являлся государственным секретарем Министерства иностранных дел Финляндии.
В 2008 году вышел на пенсию. 
Является автором исследования о первом министре иностранных дел Финляндии Отто Стенроте (1965).